# Ann-Sophie Duyck
Ann-Sophie Duyck (Roeselare, 13 de juliol de 1987) és una ciclista belga professional des del 2012 i actualment a l'equip Drops. Especialista en la contrarellotge, ha guanyat diversos campionats nacionals de l'especialitat.

## Palmarès
- 2014
  -  Campiona de Bèlgica en contrarellotge
  - 1a a la Fletxa d'Erondegem
  - Vencedora d'una etapa al Trofeu d'Or
- 2015
  -  Campiona de Bèlgica en contrarellotge
  - 1a a la Chrono champenois
  - Vencedora d'una etapa al Trofeu d'Or
- 2016
  -  Campiona de Bèlgica en contrarellotge
  - 1a a la Crono de les Nacions-Les Herbiers-Vendée
  - 1a a la Ljubljana-Domžale-Ljubljana TT
  - Vencedora d'una etapa a la Gracia Orlová
- 2017
  -  Campiona de Bèlgica en contrarellotge
  - 1a a la Ljubljana-Domžale-Ljubljana TT
  - Vencedora d'una etapa a la Setmana Ciclista Valenciana
  - Vencedora d'una etapa al Tour de Feminin-O cenu Českého Švýcarska
- 2018
  -  Campiona de Bèlgica en contrarellotge